# Verteilung mit schweren Rändern
In der Wahrscheinlichkeitstheorie ist eine Verteilung mit schweren Rändern (englisch heavy tails) bzw. endlastige Verteilung oder Heavy-tailed-Verteilung (englisch heavy-tailed distribution) eine Wahrscheinlichkeitsverteilung, deren Dichte langsamer als exponentiell fällt. Anschaulich besagt der Begriff, dass auf den „Rändern“ oder „Verteilungsenden“ der Verteilung mehr Masse liegt als beispielsweise bei der Exponentialverteilung. Es gibt drei wichtige Unterklassen von Verteilungen mit schweren Rändern: die Verteilungen mit fetten Verteilungsenden (englisch fat tails), die Verteilungen mit langen Verteilungsenden (englisch long tails) und die subexponentiellen Verteilungen.

## Definition
Eine Zufallsgröße {\displaystyle X} besitzt eine Verteilung mit schweren Rändern, wenn für ihre Verteilungsfunktion {\displaystyle F} gilt:
{\displaystyle \int _{-\infty }^{\infty }e^{tx}\,\mathrm {d} F(x)=\infty \quad \mathrm {f{\ddot {u}}r\;alle\;} t>0.} 

Für die Teilmenge der subexponentiellen Verteilungen gilt zudem:
Sind {\displaystyle X_{n}} unabhängig und identisch verteilte Zufallsvariablen, so gilt unter der Annahme, dass sie subexponentiell verteilt sind, dass die Verteilung der Summe der {\displaystyle X_{n}} asymptotisch durch die Verteilung des Maximums der {\displaystyle X_{n}} bestimmt ist.

## Beispiele
- Pareto-Verteilung
- Logarithmische Normalverteilung
- Logarithmische Gammaverteilung
- Lévy-Verteilung
- Cauchy-Verteilung
- Weibull-Verteilung mit Formparameter kleiner 1
- t-Verteilung

## Anwendungen
In der Versicherungsmathematik verwendet man Verteilungen mit schweren Rändern zur Modellierung von Großschäden und Extremereignissen. 
Auch in der Finanzwirtschaft sind schwere Ränder von Bedeutung. So zeigten Benoit Mandelbrot und Eugene Fama, dass die Renditen von Aktien und anderen spekulativen Anlagen erheblich von der Normalverteilung abweichen und in der Regel endlastig sind.